# Guido Palmers
Guido Palmers (Hasselt, 5 februari 1956) is een gewezen Belgische voetballer. Hij speelde in het verleden drie seizoenen voor RSC Anderlecht.

## Carrière
Guido Palmers begon te voetballen bij het plaatselijke Bokrijk Sport, maar maakte als 16-jarige de overstap naar tweedeklasser KSK Tongeren. Palmers speelde als verdediger, vaak als libero. Bij Tongeren was hij in die dagen een ploegmaat van onder meer Jos Daerden. Bij de nationale jeugdploeg van België werd Palmers de opvolger van Erwin Vandendaele genoemd, maar zover kwam het nooit.
In 1975 kreeg Palmers een transfer naar RSC Anderlecht te pakken. De 19-jarige verdediger werd zo de ploegmaat van onder meer Vandendaele, Rob Rensenbrink, Franky Vercauteren en Hugo Broos. In zijn eerste seizoen voor paars-wit kwam hij amper aan spelen toe, maar won hij wel de Beker van België, Europacup II en de Europese Supercup. Een jaar later kreeg hij van coach Raymond Goethals al iets meer speelkansen, maar van een grote doorbraak was geen sprake. 
In 1977 liep Palmers een zware rugblessure op. De verdediger werd geopereerd, maar zag zijn kans om het bij Anderlecht te maken aan zijn neus voorbijgaan. Na drie seizoenen bij paars-wit vertrok Palmers naar vierdeklasser KWS Beverst. Daar speelde hij nog twee seizoenen alvorens een punt te zetten achter loopbaan als profvoetballer. Een rugblessure lag aan de basis van Palmers' korte carrière. Hij was nadien nog afwisselend trainer en speler bij verscheidene bescheiden clubs uit Limburg zoals o.a. RC Hades, SK Kermt, Vigor Beringen en Lanaken VV.